# NGC 299
NGC 299 (ook wel ESO 51-SC5) is een open sterrenhoop in de Kleine Magelhaense wolk, die zich bevindt in het sterrenbeeld Toekan.
NGC 299 werd op 12 augustus 1834 ontdekt door de Britse astronoom John Herschel.